# Saint-Gonlay
Saint-Gonlay település Franciaországban, Ille-et-Vilaine megyében. Lakosainak száma 381 fő (2022. január 1.). Saint-Gonlay Iffendic, Bléruais, Saint-Malon-sur-Mel és Saint-Maugan községekkel határos.

## Népesség
A település népessége az elmúlt években az alábbi módon változott:
| Lakosok száma | 329  | 296  | 280  | 325  | 345  | 341  | 354  | 377  | 377  | 381  |
|               | 1968 | 1982 | 1990 | 2006 | 2013 | 2015 | 2017 | 2019 | 2020 | 2022 |